# Diplocephalus dentatus
Diplocephalus dentatus es una especie de araña araneomorfa del género Diplocephalus, familia Linyphiidae, orden Araneae. La especie fue descrita científicamente por Tullgren en 1955.

## Descripción
El cuerpo del macho y la hembra miden 1,6 milímetros de longitud.

## Distribución
Se distribuye desde Europa del Norte y Central hasta Ucrania.